# Bad Magic
Bad Magic – dwudziesty trzeci album studyjny brytyjskiego zespołu muzycznego Motörhead, wydany 28 sierpnia 2015 roku nakładem wytwórni muzycznych UDR Music i Motörhead Music. Album został zarejestrowany w NRG Recording Studios, Maple Studios i Grandmaster Studios we współpracy z producentem muzycznym Cameronem Webbem. Gościnnie w nagraniach wziął udział m.in. gitarzysta Brian May, znany z występów w zespole Queen. Znalazło się na nim dwanaście autorskich utworów Motörhead oraz interpretacja „Sympathy for the Devil” z repertuaru The Rolling Stones.
Album dotarł do 35. miejsca listy Billboard 200 w Stanach Zjednoczonych, sprzedając się w nakładzie 10 tys. egzemplarzy w ciągu tygodnia od dnia premiery. Płyta trafiła ponadto m.in. na listy przebojów w Niemczech, Finlandii i Austrii, gdzie uplasowały się na 1. miejscu. Materiał był promowany teledyskiem do utworu „When The Sky Comes Looking For You”, który wyreżyserował Pep Bonet. Grupa odbyła także trasę koncertową 40th Anniversary Tour w Stanach Zjednoczonych podczas której muzycy zaprezentowali m.in. jeden utwór pochodzący z Bad Magic - „When the Sky Comes Looking for You”. Podczas wybranych dat, występ Motörhead poprzedzały zespoły Anthrax i Saxon.

## Lista utworów
Opracowano na podstawie materiału źródłowego.
| Nr  | Tytuł utworu                                        | Autorzy                     | Długość |
| --- | --------------------------------------------------- | --------------------------- | ------- |
| 1.  | „Victory or Die”                                    | Kilmister, Campbell, Dee    | 3:09    |
| 2.  | „Thunder & Lightning”                               | Kilmister, Campbell, Dee    | 3:05    |
| 3.  | „Fire Storm Hotel”                                  | Kilmister, Campbell, Dee    | 3:34    |
| 4.  | „Shoot Out All of Your Lights”                      | Kilmister, Campbell, Dee    | 3:14    |
| 5.  | „The Devil”                                         | Kilmister, Campbell, Dee    | 2:53    |
| 6.  | „Electricity”                                       | Kilmister, Campbell, Dee    | 2:17    |
| 7.  | „Evil Eye”                                          | Kilmister, Campbell, Dee    | 2:20    |
| 8.  | „Teach Them How to Bleed”                           | Kilmister, Campbell, Dee    | 3:11    |
| 9.  | „Till The End”                                      | Kilmister, Campbell, Dee    | 4:05    |
| 10. | „Tell Me Who to Kill”                               | Kilmister, Campbell, Dee    | 2:57    |
| 11. | „Choking on Your Screams”                           | Kilmister, Campbell, Dee    | 3:33    |
| 12. | „When The Sky Comes Looking for You”                | Kilmister, Campbell, Dee    | 2:55    |
| 13. | „Sympathy for the Devil” (cover The Rolling Stones) | Mick Jagger, Keith Richards | 5:18    |
|     |                                                     |                             | 42:31   |

## Twórcy
Opracowano na podstawie materiału źródłowego.
| Zespół Motörhead w składzie - Lemmy Kilmister – gitara basowa, wokal prowadzący - Phil Campbell – gitara elektryczna, fortepian - Mikkey Dee – perkusja Dodatkowi muzycy - Brian May – gościnnie gitara - Jimmi Mayweather – wokal wspierający - Nick Agee – wokal wspierający |  | Inni - Kris Fredriksson – inżynieria dźwięku - Sergio Chavez, Todd Campbell, Nick Agee, Mike Sassano, Kyle McAulay, Michael Fernandez, Michael Eckes, Robin Florent – asystenci inżyniera dźwięku - Cameron Webb – produkcja muzyczna, inżynieria dźwięku, miksowanie |

## Wydania
| Rok  | Nr katalogowy | Format                                     | Wydawca              | Region                                     | Źródło |
| ---- | ------------- | ------------------------------------------ | -------------------- | ------------------------------------------ | ------ |
| 2015 | UDR 057P47    | LP, Album, Whi + CD, Album + Ltd           | UDR, Motörhead Music | Wielka Brytania, Europa, Stany Zjednoczone | [ 31 ] |
| 2015 | UDR 057P69    | LP, Album + CD, Album                      | UDR, Motörhead Music | Wielka Brytania, Europa, Stany Zjednoczone | [ 31 ] |
| 2015 | UDR 057P01    | CD, Album, Ltd, Eco                        | UDR, Motörhead Music | Wielka Brytania, Europa, Stany Zjednoczone | [ 31 ] |
| 2015 | UDR 057P79    | Cass, Album                                | UDR, Motörhead Music | Wielka Brytania, Europa, Stany Zjednoczone | [ 31 ] |
| 2015 | UDR 057P75    | Box, Ltd + LP, Album + CD, Album, Ltd, Eco | UDR, Motörhead Music | Wielka Brytania, Europa, Stany Zjednoczone | [ 31 ] |
| 2015 | UDR 057P18    | CD, Album                                  | UDR, Motörhead Music | Wielka Brytania, Europa, Stany Zjednoczone | [ 31 ] |
| 2015 | 0825646077434 | CD, Album                                  | UDR, Motörhead Music | Brazylia                                   | [ 31 ] |
| 2015 | WPCR-16754    | CD, Album                                  | Warner Music Japan   | Japonia                                    | [ 31 ] |

## Listy sprzedaży
| Lista                        | Kraj              | Pozycja |
| ---------------------------- | ----------------- | ------- |
| ARIA Charts                  | Australia         | 29      |
| Recorded Music NZ            | Nowa Zelandia     | 25      |
| Media Control Charts         | Niemcy            | 1       |
| Suomen virallinen lista      | Finlandia         | 1       |
| Sverigetopplistan            | Szwecja           | 2       |
| UK Albums Chart              | Wielka Brytania   | 10      |
| Billboard 200                | Stany Zjednoczone | 35      |
| Billboard Independent Albums | Stany Zjednoczone | 3       |
| VG-lista                     | Norwegia          | 7       |
| MegaCharts                   | Holandia          | 7       |
| SNEP                         | Francja           | 16      |
| Schweizer Hitparade          | Szwajcaria        | 4       |
| Ö3 Austria Top 40            | Austria           | 1       |
| OLiS                         | Polska            | 32      |
| Mahasz                       | Węgry             | 13      |
| Promusicae                   | Hiszpania         | 10      |
| FIMI                         | Włochy            | 12      |
| Oricon                       | Japonia           | 67      |